# Municipio de Jefferson (condado de Shelby, Misuri)
El municipio de Jefferson (en inglés: Jefferson Township) es un municipio ubicado en el condado de Shelby en el estado estadounidense de Misuri. En el año 2010 tenía una población de 279 habitantes y una densidad poblacional de 1,99 personas por km².

## Geografía
El municipio de Jefferson se encuentra ubicado en las coordenadas 39°40′14″N 92°14′21″O / 39.67056, -92.23917. Según la Oficina del Censo de los Estados Unidos, el municipio tiene una superficie total de 140.48 km², de la cual 140,47 km² corresponden a tierra firme y (0,01 %) 0,01 km² es agua.

## Demografía
Según el censo de 2010, había 279 personas residiendo en el municipio de Jefferson. La densidad de población era de 1,99 hab./km². De los 279 habitantes, el municipio de Jefferson estaba compuesto por el 96,06 % blancos, el 1,79 % eran afroamericanos, el 2,15 % eran de otras razas. Del total de la población el 2,51 % eran hispanos o latinos de cualquier raza.